# Calomart
Calomart (oficialment en castellà: Calomarde) és un municipi d'Aragó, situat a la província de Terol i enquadrat a la comarca de la Serra d'Albarrasí. Té una àrea de 28,18 km² amb una població de 80 habitants (INE 2016) i una densitat de 2,84 hab./km². Està situat al centre de la Serra d'Albarrasí i a 50 km de Terol.

## Història
El 21 de juny de 1257, per privilegi del rei Jaume el Conqueridor atorgat a Terol, aquest indret passà a formar part de Sesma de Frías de Albarracín, a la Comunitat de Santa María de Albarracín, que depenia directament del rei, perdurant aquest règim administratiu sent l'única que s'ha mantingut viva després de l'aplicació del Decret de dissolució de 1837, tenint la seu actual a Tramacastilla.

## Política local

### Últims alcaldes
| Període         | Alcalde                          | Partit      | # |
| --------------- | -------------------------------- | ----------- | - |
| 1979-1983       | Pascual Pérez Martínez           | Independent |   |
| 1983-1987       |                                  |             |   |
| 1987-1991       |                                  |             |   |
| 1991-1995       |                                  |             |   |
| 1995-1999       |                                  |             |   |
| 1999-2003       |                                  |             |   |
| 2003-2007       |                                  |             |   |
| 2007-2011       |                                  |             |   |
| 2011-2015       | Rodolfo Andrés Hernández Barrera | PP          |   |
| 2015-2019       | Rodolfo Andrés Hernández Barrera | PP          |   |
| 2019-actualitat | Rodolfo Andrés Hernández Barrera | PP          |   |

### Resultats electorals
| Eleccions municipals |      |      |      |      |      |
| Partit               | 2003 | 2007 | 2011 | 2015 | 2019 |
| PP                   | 1    | 1    | 2    | 2    | 3    |
| PAR                  | -    | -    | 1    | 1    | -    |
| PSOE                 | -    | -    |      | -    |      |
| CHA                  |      |      | -    |      |      |
| Total                | 1    | 1    | 3    | 3    | 3    |